# سفيري بيدرسن
سفيري بيدرسن (بالنرويجية البوكمول: Sverre Pedersen)‏ هو مخطط حضري ومهندس معماري نرويجي، ولد في 4 أغسطس 1882 في Strinda Municipality ‏ في النرويج، وتوفي في 12 نوفمبر 1971 في تروندهايم في النرويج.